# 皇帝陛下 (敬称)
皇帝陛下（こうていへいか、英語: Imperial Majesty）は、皇帝に対して使用される敬称である。

## 概要
皇帝、女帝など、皇帝の位にある者を国王、女王などと区別するために用いられ、通常は「陛下」とのみ呼称されることが多い。英語圏では、皇帝に対してはHis Imperial Majesty、女帝および皇后に対してはHer Imperial Majestyと、頭にHis, Herを付けて区別することがほとんどであり、略称としてH.I.Mが使われる。
皇帝と国王を兼任している者に関しては、特に英語圏に於いて「皇帝にして国王陛下（Imperial and Royal Majesty、略称HI&RM）」の敬称が用いられることがある。
現在、皇帝陛下の敬称が用いられる例は日本の天皇および皇后である。国内では天皇陛下、皇后陛下と呼称し、皇帝、女帝とは区別している。海外では天皇をEmperor、皇后をEmpressと表すため、「天皇陛下（His Imperial Majesty The Emperor）」「皇后陛下（Her Imperial Majesty The Empress）」と呼ばれる。なお、単に「陛下（His Majesty）」と呼称されることもある。